# Lorella Flego
Lorella Flego, slovenska novinarka, modna urednica, televizijska moderatorka, * 3. julij 1974, Koper.

## Življenjepis
Rodila se je v italijansko govoreči družini, njena mama je italijanska pisateljica Isabella Flego. Prva leta po rojstvu v Kopru je preživela v Gani, oče Aurelio Flego je namreč v Kumasiju kot predstavnik koprske tovarne Tomos pomagal pri ustanovitvi tamkajšnje podružnice tovarne koles z motorjem.
Na Televiziji Slovenija vodi oddajo o modi Bleščica, prav tako vodi različne, večinoma glasbene festivale in oddaje. 
Leta 2012, 2021 in 2022 je na Pesmi Evrovizije razglasila rezultate slovenskega glasovanja.

### Vodenje festivalov
- 1995: Melodije morja in sonca 1995 (z Mišom Zaletelem)
- 1997: Melodije morja in sonca 1997 - nova scena (z Janezom Dolinarjem)
- 2001: Melodije morja in sonca 2001 - pop večer (z Mariem Galuničem)
- 2002: Melodije morja in sonca 2002 (z Mariem Galuničem)
- 2003: Melodije morja in sonca 2003 - pop večer (z Mariem Galuničem)
- 2008: Ema 08 - 1. predizbor (s Petrom Polesom)
- 2009: Melodije morja in sonca 2009 (s Petrom Polesom)
- 2010: Ema 2010 - finalni izbor (z Andreo Effe)
- 2012: Melodije morja in sonca 2012 (z Boštjanom Romihom in s Katjo Pišot)
- 2013: Melodije morja in sonca 2013 (s Katjo Pišot)
- 2014: Melodije morja in sonca 2014 (z Mariem Galuničem)
- 2015: Melodije morja in sonca 2015 (z Mariem Galuničem)
- 2016: DSZG 2016: Popevka (z Mariem Galuničem in Bernardo Žarn)
- 2017: Melodije morja in sonca 2017 (z Mariem Galuničem)[1]

## Zasebno
Njen brat je televizijec Andrea Flego. Z bivšim partnerjem Brankom Stuparjem imata hčerko Sofio (*2010). Junija 2024 se je poročila.